# Eisbearbeitungsmaschine

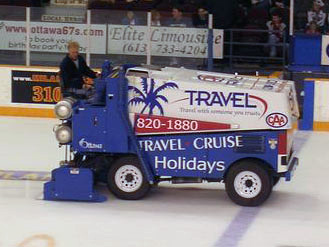
Zamboni (Typ 552 Ice Resurfacer)

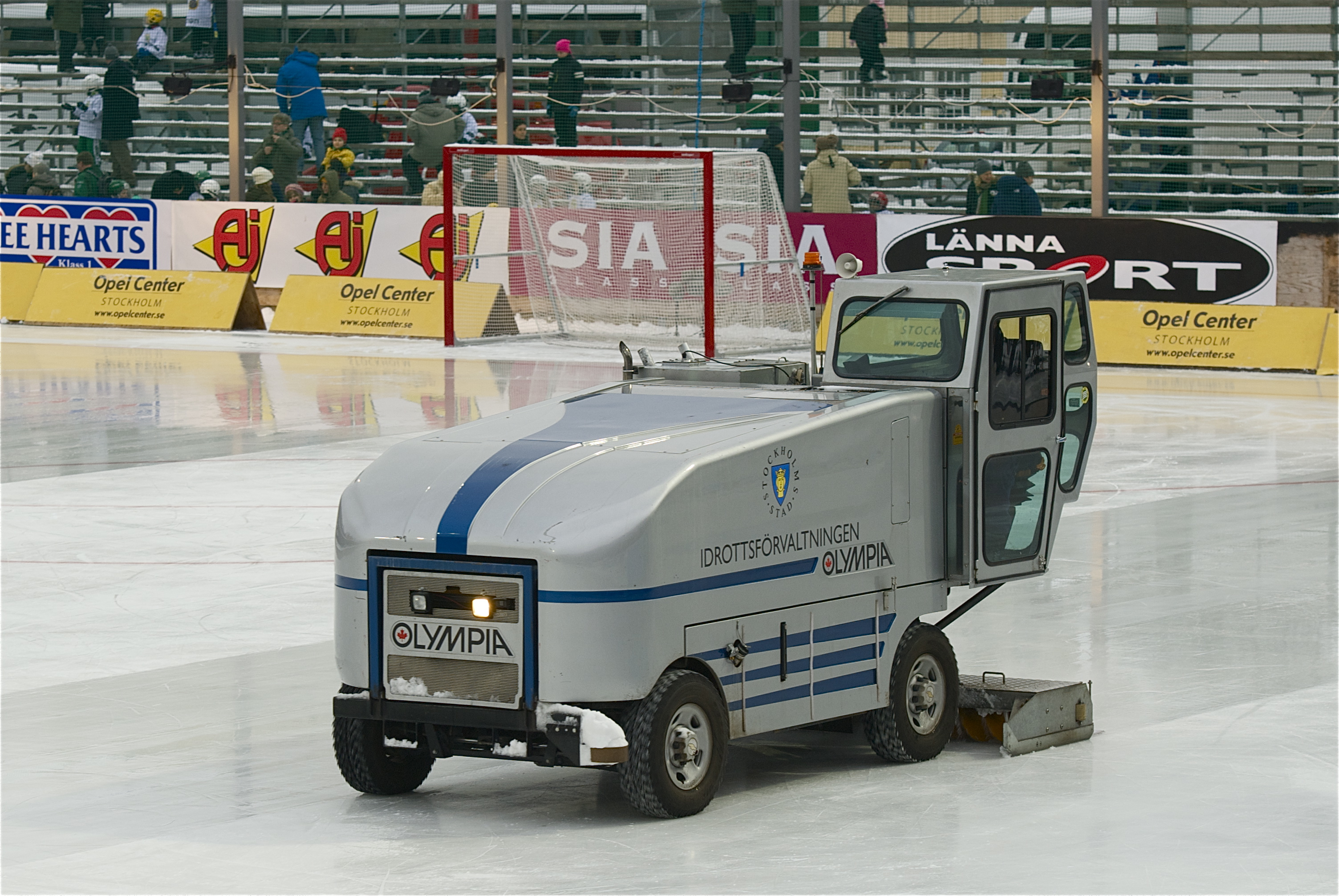
Eisbearbeitungsmaschine mit Kabine (Resurfice Olympia)

Eine Eisbearbeitungsmaschine (auch Eismaschine, Eishobel oder Zamboni) ist ein Fahrzeug, das auf Kunsteisbahnen eingesetzt wird, um das Eis nach dem Eislauf oder nach den Eishockey-Dritteln wieder zu glätten.
Erfunden wurde die Eisbearbeitungsmaschine 1949 von Frank J. Zamboni, dessen Unternehmen zu einem der führenden Hersteller von Eisbearbeitungsmaschinen geworden ist. Zamboni ist in mehreren Sprachen zu einem Gattungsnamen geworden, so wird der Begriff mitunter der Bezeichnung Eisbearbeitungsmaschine vorgezogen.

## Funktionsweise
Eine Eisbearbeitungsmaschine ist meist ein quaderförmiges Fahrzeug auf vier Rädern, das von einem Motor angetrieben wird. Es besteht aus folgenden Komponenten:
- Am Heck der Maschine befindet sich der Schlitten, in dem quer über die gesamte Breite ein scharfes Messer eingesetzt ist, welches die oberste Schicht des Eises abhobelt. Eine Schneckenwelle transportiert den Schnee in die Mitte, wo er von einer weiteren Schneckenwelle oder einem Förderband nach oben in den Schneetank transportiert wird. Der Schneetank kann zum Entladen wie ein Muldenkipper gekippt werden oder er wird durch Öffnen des Schneetankdeckels über eine schräge Rutsche entleert.
- Hinter dem Messer wird Waschwasser auf das Eis aufgebracht, um verbliebenen Pulverschnee aufzulösen und tiefe Furchen auszuwaschen, wodurch sie anschließend ohne Lufteinschluss mit Warmwasser (s. u.) aufgefüllt werden können. Nach dem Waschvorgang wird das restliche Waschwasser von einer Gummilippe abgezogen und mittels Saugdüsen abgesaugt. Das Waschwasser wird im Gerät gefiltert und wiederverwendet.
- Unter dem Schneetank befindet sich ein Warmwassertank. Das warme Wasser, ca. 30 bis 60 °C warm, wird hinter dem Schlitten als letzter Schritt der Bearbeitung auf das Eis aufgebracht und mit einem Wischtuch verteilt, um kleine Unebenheiten im Eis auszugleichen und der Oberfläche neuen Glanz zu verleihen. Durch die Wärme taut das darunterliegende Eis etwas an, so dass die neue Eisschicht fest mit dem alten Eis zusammenfriert. Warmes Wasser enthält außerdem im Vergleich zu kaltem Wasser weniger Luft, welche das Eis weich machen würde.
- Unter oder neben der Maschine befindet sich oft ein ausschwenkbarer und rotierender Besen, mit dem die Eisfläche im Bereich der Bande und der untere Teil der Bande selbst von losem Schnee und Eis befreit wird.
- Weil der Rand der Eisfläche schlecht von der Maschine erreicht werden kann, wird dort das Eis im Laufe der Zeit dicker. Um auch die Ränder glatt zu halten, wird entweder eine zusätzliche Eisfräse eingesetzt (ungefähr wie ein Rasenmäher), oder die Eisbearbeitungsmaschine hat ein schwenkbares Zusatzmesser, welches bis zum Rand reicht.
- Für den Antrieb werden meist gasbetriebene Motoren (Erdgas oder Propan) oder Elektromotoren verwendet, aber auch Benzinmotoren sind im Einsatz. Über einen, bei Verbrennungsmotoren meist hydrostatischen, Allradantrieb werden die z. T. mit Spikes besetzten Räder angetrieben. Der Schlitten, die Kippvorrichtung bzw. der Deckel für den Schneebehälter und der Besen werden hydraulisch bewegt.
- Der Fahrer sitzt links hinten, oberhalb der Reinigungseinheit.

## Hersteller
- Frank J. Zamboni & Co. Inc. ( Vereinigte Staaten)
- Resurfice Corp. ( Kanada)

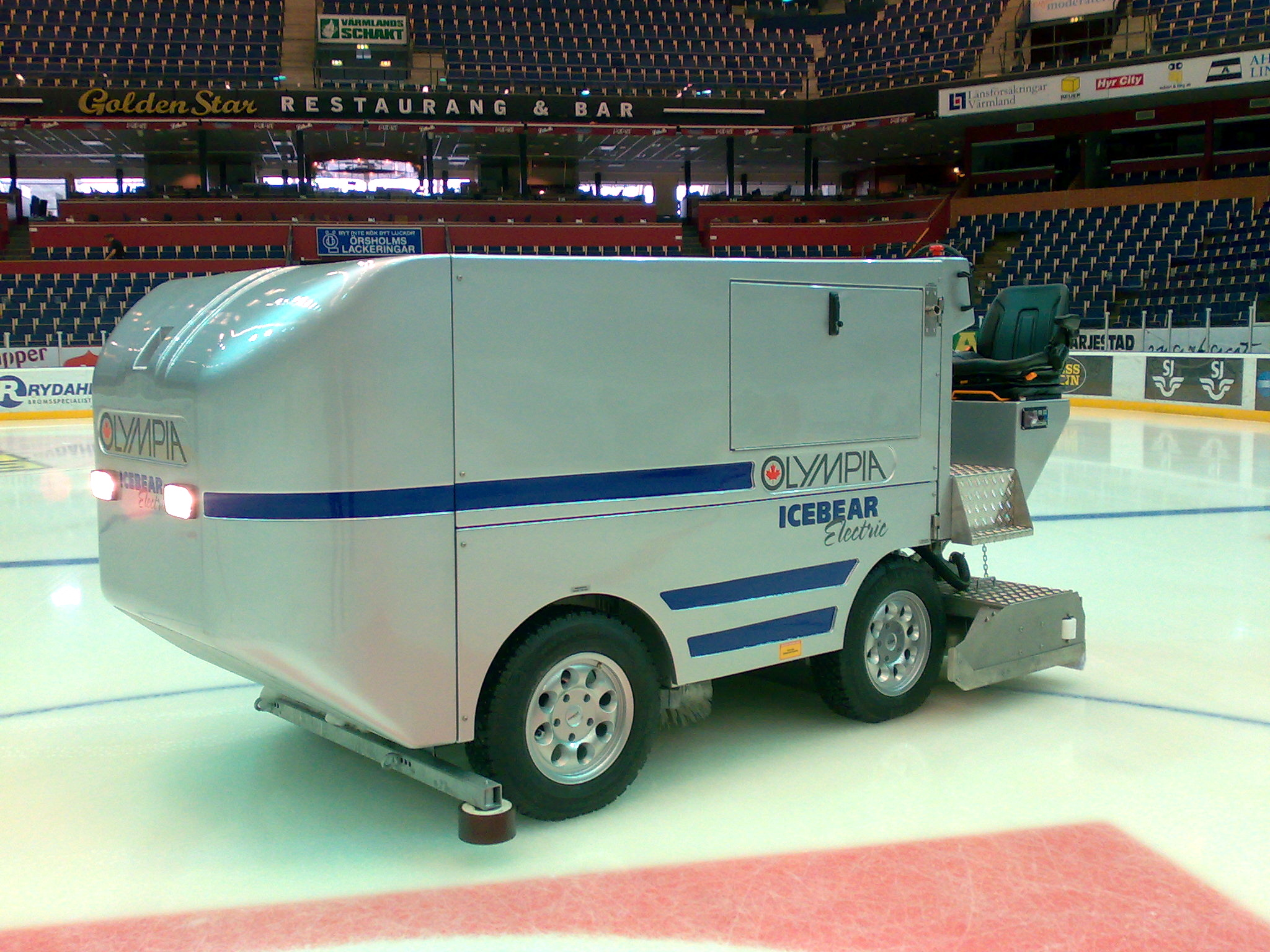
Modell des deutschen Herstellers Icebear

- Icebear electric GmbH (Osnabrück,  Deutschland)
- Engo ( Italien)
- WM Mulser ( Italien)
- n-ICE ( Polen)
- Dupon ( Frankreich)
- Derol ( Tschechien)
- Icecat ( Finnland)
- FICO ( Finnland)
- Fuji ( Japan)
- MTZ ( Belarus)[1]

## Slamboni

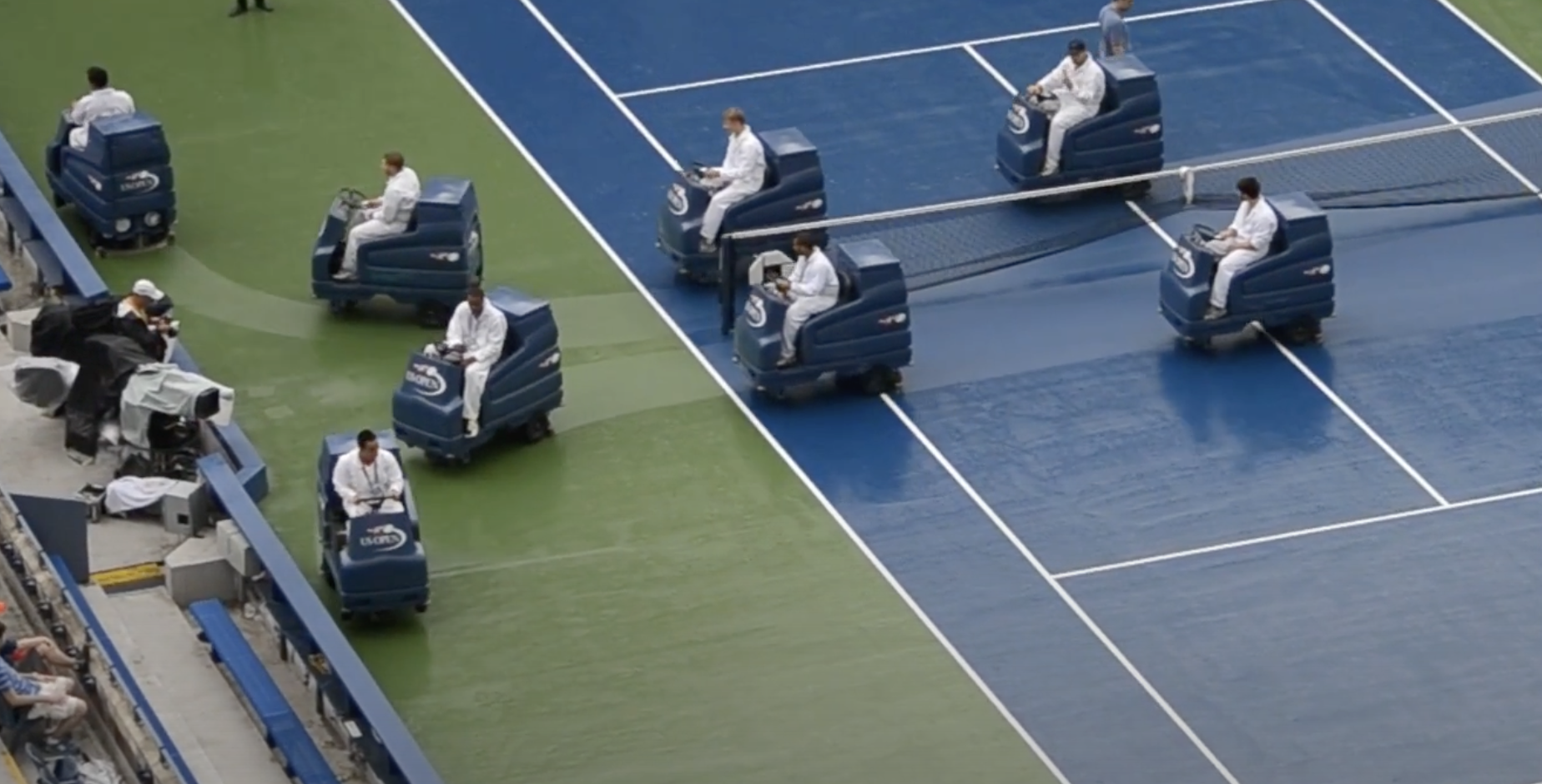
Slambonis beim Trocknen des Tenniscourts nach einem Regenschauer

Um nach Regengüssen das Spielgeschehen auf den nicht überdachten Tennisplätzen in Flushing Meadows während des Grand-Slam-Tennisturniers der US Open möglichst bald fortsetzen zu können, werden seit 2005 Trocknungsmaschinen eingesetzt, die „Slambonis“ genannt werden, einer Wortschöpfung aus Grand Slam und Zamboni. Sie ähneln einem Aufsitzrasenmäher. Die batteriebetriebenen Fahrzeuge saugen mittels Schwamm und Vakuumpumpen das Wasser auf. Hierfür werden bis zu acht Maschinen gleichzeitig auf einem Spielfeld eingesetzt. Jede kann bis zu 113 Liter Wasser aufnehmen. Sie sind so konstruiert, dass der empfindliche Belag des Tennisplatzes nicht beschädigt wird. Lediglich die weißen Linien des Spielfelds werden zusätzlich mit Handtüchern von Hand getrocknet.